# اوشیانه
اوشیانه (به صربی: Ošljane) یک منطقهٔ مسکونی در صربستان است که در کنگاژواتس واقع شده‌است. اوشیانه ۲۵۶ نفر جمعیت دارد.